# Landwirtschaftsministerium der Republik Aserbaidschan
Das Landwirtschaftsministerium der Republik Aserbaidschan (amtl. Azərbaycan Respublikasının Kənd Təsərrüfatı Nazirliyi) ist eine Behörde der Republik Aserbaidschan. Es ist vornehmlich mit den Belangen der Agrar- und Landwirtschaft befasst. Es ist das zentrale Ausführungsorgan der Regierungsbeschlüsse und regelt die Herstellung landwirtschaftlicher Produkte, Pflanzenschutz, Quarantäne und Leistungen für Tierärzte.

## Geschichte
In der Volksrepublik Aserbaidschan wurde am 28. Mai 1918 zum ersten Mal ein Ministerium für Landwirtschaft gegründet. Am 15. Oktober 1918 wurde es erweitert zum Ministerium für Boden und Landwirtschaft. Während der folgenden Regierungswechsel wurde das Ministerium mehrere Male aufgelöst und neu gegründet. Seit der Gründung bis zum Jahr 2004 wurde der Name des Ministeriums sechsmal geändert, um Zuständigkeiten innerhalb der aserbaidschanischen Behörden neu zu ordnen.

## Kompetenzen
Das Landwirtschaftsministerium ist zuständig für:
- Angelegenheiten der Agrarpolitik und des Landwirtschaftsrechts
- Angelegenheiten der Entwicklung des ländlichen Raumes
- Angelegenheiten des Pflanzenschutzes
- Angelegenheiten der Bodenreform und Verfahren der Agrarbehörden
- Verkehr mit land- und forstwirtschaftlichen Grundstücken
- Entschuldung der Land- und Forstwirtschaft
- Ordnung des Binnenmarktes hinsichtlich land-, ernährungs- und forstwirtschaftlicher Erzeugnisse sowie Saat- und Pflanzgut, Futter-, Dünge- und Pflanzenschutzmitteln einschließlich der Zulassung, sowie Pflanzenschutzgeräten mit Ausnahme der Preisregelung, Preisüberwachung und der Angelegenheiten der Preistreiberei
- Qualitätsklassenregelungen, Pflanzenzucht- und Saatgutwesen

Das Landwirtschaftsministerium übernimmt beratende und informierende Tätigkeiten.

## Sitz und Leitung
Der Sitz befindet sich in der Üzeyir Hacibeyov Str. 80 in Baku. Das Amt des Landwirtschaftsministers bekleidet seit dem 21. April 2018 İnam Karimov.